# Челябинский театр оперы и балета имени М. И. Глинки
Челябинский государственный академический театр оперы и балета имени М. И. Глинки — стационарный театр оперы и балета в Челябинске. Вместимость зала — 894 места.

## Здание театра
Решение о строительстве театра оперы в Челябинске было принято СНК СССР 25 мая 1934, проектирование здания началось в 1936-м (архитектор: Николай Петрович Куренной, Москва), строительство начато в 1937 году на месте снесённого Христорождественского собора.
Здание выстроено в строгом и сдержанном стиле. В нём ощущается влияние аскетичного конструктивизма. Фасад здания выполнен с мощным портиком из 8 спаренных колонн впереди круглого, а сзади прямоугольного сечения. Над его аттиковым завершением расположены аллегорические скульптурные группы. На треугольном фронтоне театра виден герб Советского Союза, флаги, музыкальные инструменты. По бокам здания также встроены прямоугольные колонны. Зрительный зал театра состоит из 895 зрительских мест.
Открытие театра было запланировано на годовщину Октябрьской революции в 1941 году, но, в связи с начавшейся Великой Отечественной войной, строительство было приостановлено.
В 1941—1948 годах в здании театра размещался эвакуированный из Москвы завод «Калибр». Промышленная деятельность завода имела негативные последствия для состояния здания театра, восстановление которого потребовало значительного времени. В ходе послевоенной реконструкции облик театра значительно изменился. Фасады и интерьеры были переработаны в духе стилизации классических форм русской театральной архитектуры XIX века. Зал и фойе театра были украшены росписями по эскизам Александра Дейнеки.

## История
Открытие театра состоялось 29 сентября 1956 года. Первой постановкой стала опера «Князь Игорь». В день премьеры театру решением исполкома городского Совета депутатов трудящихся было присвоено имя Михаила Глинки.
В первую оперную труппу театра входили певцы из разных театров страны и выпускники Московской, Ленинградской, Свердловской консерваторий.
Первыми артистами балетной труппы были выпускники Ленинградского хореографического училища, среди которых была Светлана Адырхаева.

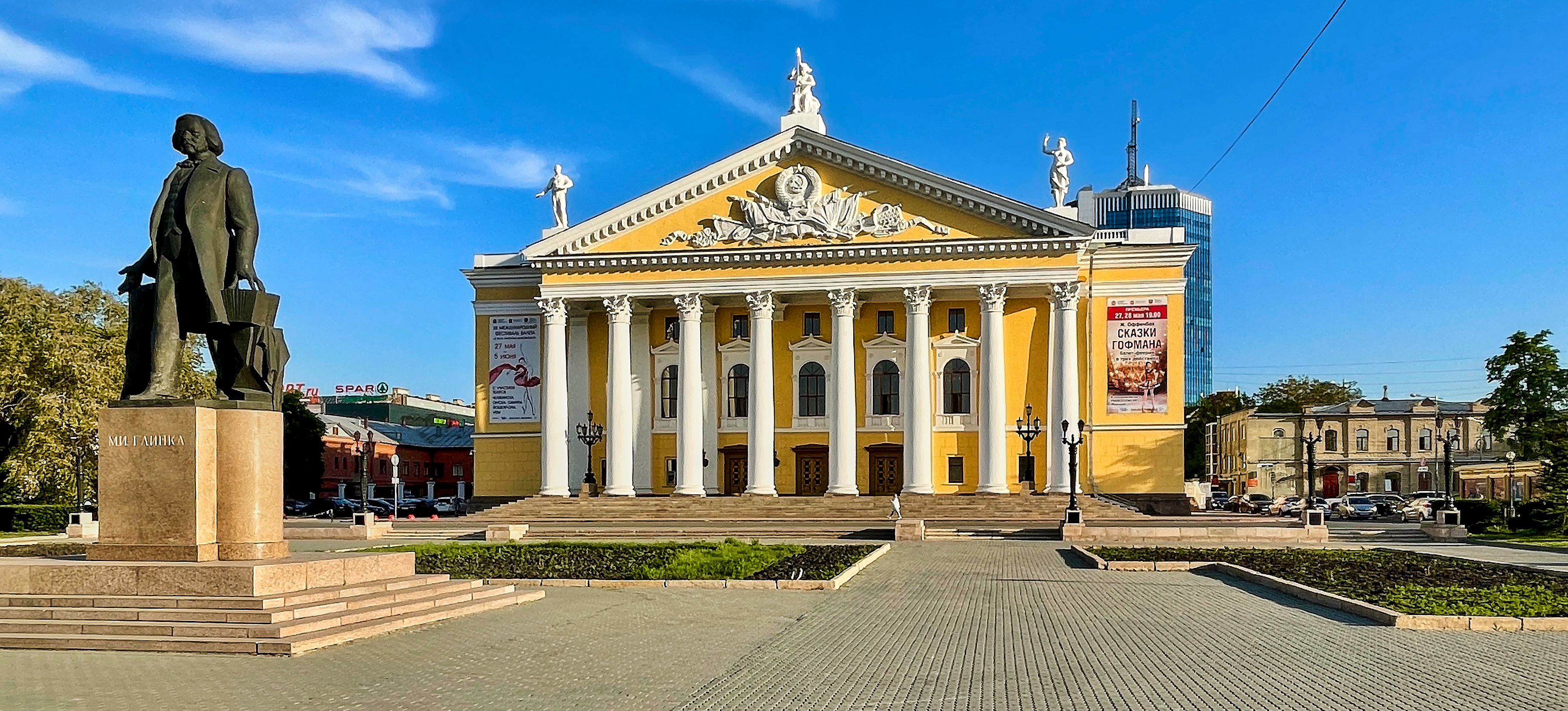
Челябинский театр оперы и балета имени М. И. Глинки и памятник ему

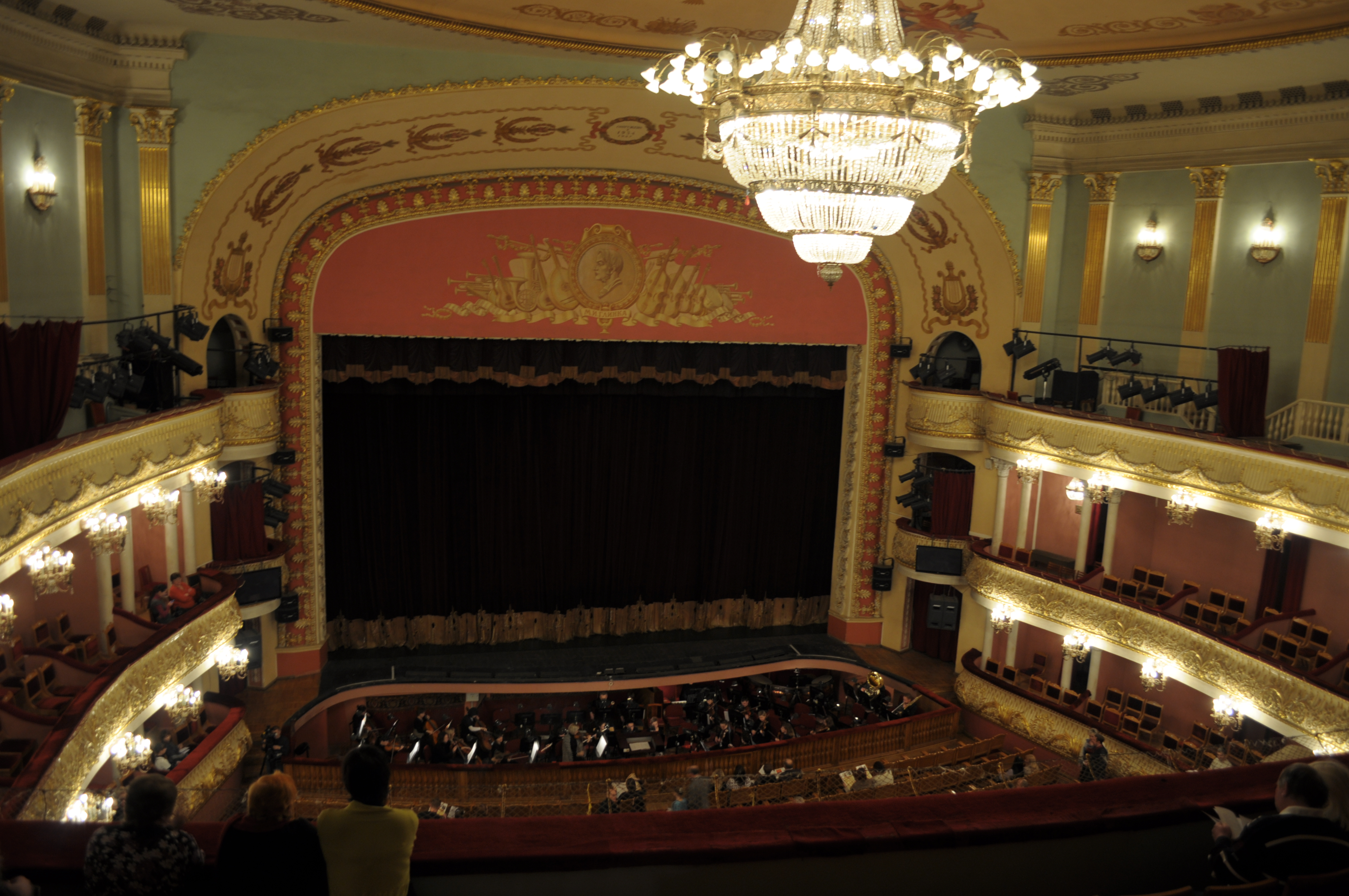
Концертный зал театра

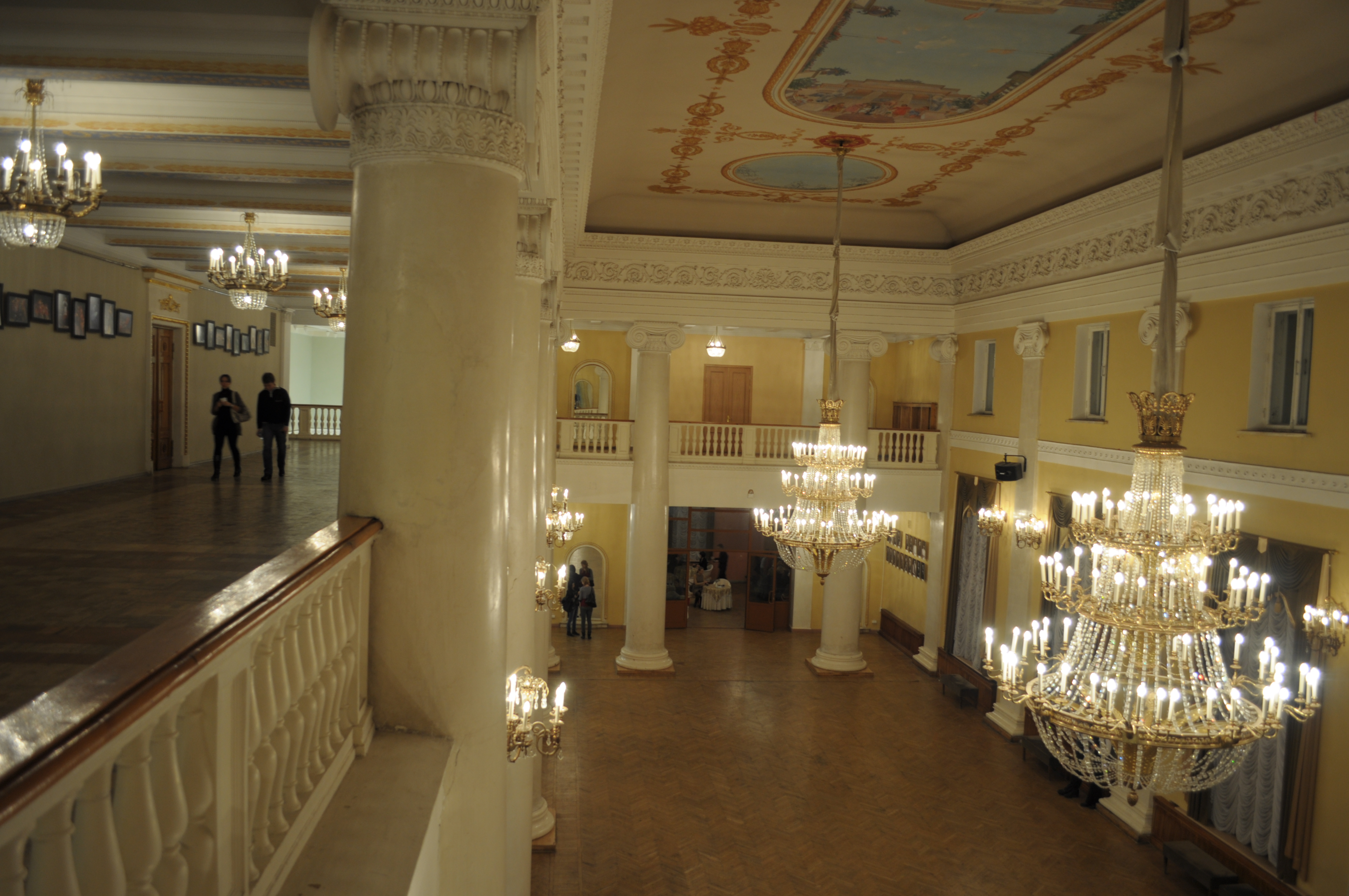
Холл театра

Челябинский театр оперы и балета сотрудничал с советскими композиторами, ставил сочинения современных авторов. Главным дирижером театра был народный артист СССР Исидор Зак. На челябинской сцене он поставил 23 спектакля. В 1955—1961 годах педагогом репетиром и ведущей балериной театра была София Тулубьева. С 1957 по 1964 год главным балетмейстером театра был Отар Дадишкилиани.
К настоящему времени на сцене театра было поставлено более 300 произведений русской и зарубежной классики, сочинения современных композиторов.
Спектакли Челябинского театра оперы и балета были в числе лауреатов фестиваля профессиональных театров Челябинской области «Сцена». Так опера «Пиковая дама» П. Чайковского (дирижёр — А. Гришанин, режиссёр — А. Степанюк, художник — Л. Рошко) получила Гран-при фестиваля «Сцена — 2006» и специальный приз жюри Национального театрального фестиваля «Золотая маска» (Москва, 2007 г.), балет «El mundo de Гойя» В. Бесединой (хореография и постановка — К. Уральский, дирижёр — А. Гришанин, сценография — В. Герасименко) в 2008 году стал лауреатом Премии Правительства РФ.

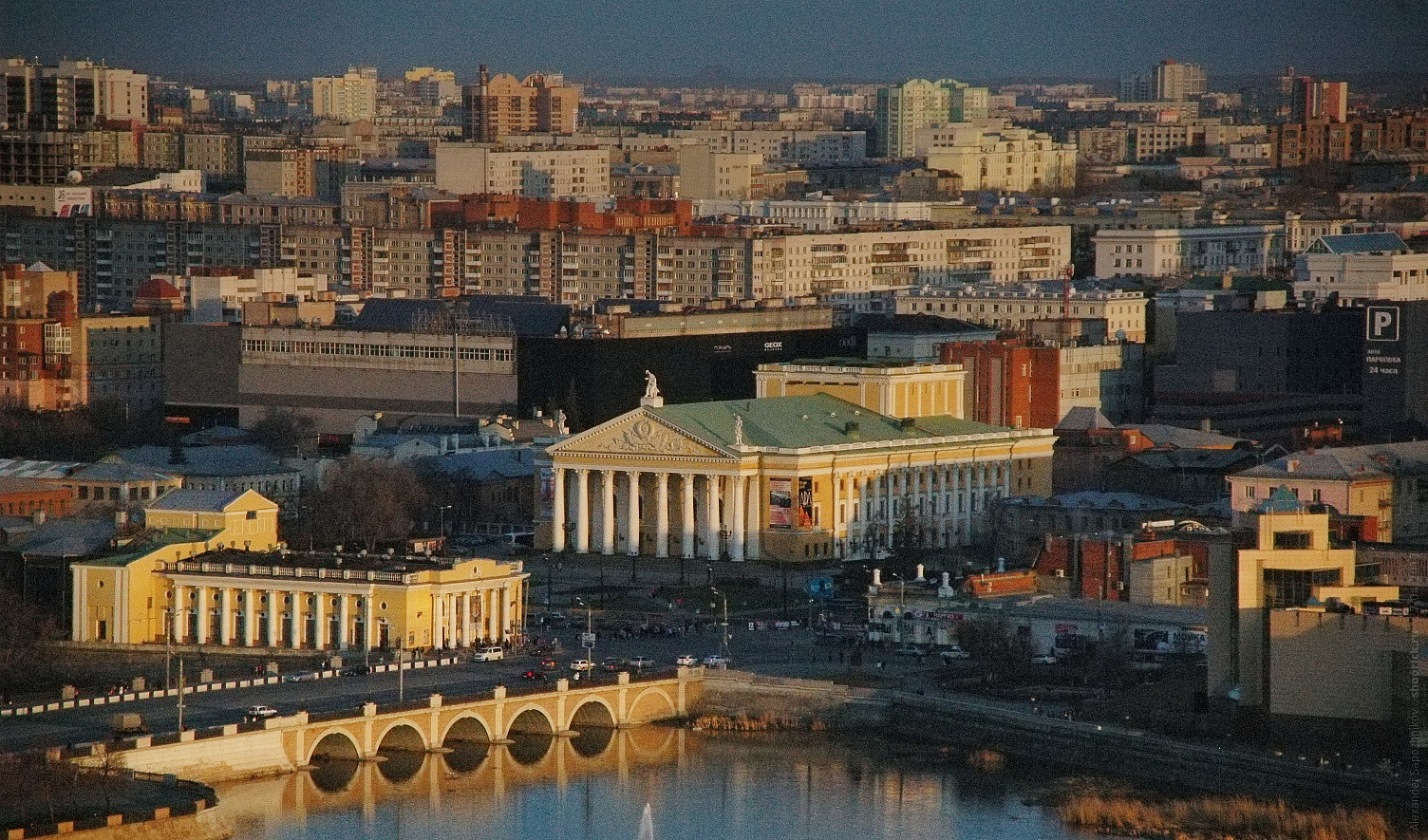
Театр оперы и балета, филармония и исторический музей

В 1980—1983 годах была проведена масштабная реконструкция здания, в результате которой оно обрело современный вид.
В 1996 году Челябинскому театру оперы и балета им. М. И. Глинки было присвоено звание «академический».
В настоящее время в состав оперной труппы театра входят: Народная артистка России Наталья Заварзина (сопрано), Заслуженная артистка России Любовь Бородина (сопрано), Заслуженная артистка России Марина Новокрещенова (меццо-сопрано), Народный артист России Николай Глазков (тенор), Заслуженный артист России Павел Калачев (баритон), Заслуженный артист России Аркадий Зверев (бас) и др. артисты, лауреаты Всероссийских и Международных конкурсов.
В составе балетной труппы театра — Народная артистка России Татьяна Предеина, Заслуженный артист России Сергей Тараторин, Заслуженный артист России Александр Цвариани, артисты, лауреаты Международных конкурсов.
Театр поддержал войну с Украиной вывесив на фасаде баннер с буквой «Z».

## Главные дирижёры
- 1955—1968 — Исидор Зак
- 1980—1985 — Нариман Чунихин
- 1987—1991 — Виктор Соболев
- 1994—2007 — Сергей Ферулёв
- 2007—2013 — Антон Гришанин
- 2013—н. в. — Евгений Волынский

## Руководство
- Директор театра — Заслуженный работник культуры РФ, кавалер ордена «За заслуги перед Отечеством II степени» Владимир Досаев.
- Художественный руководитель и главный дирижер театра — Евгений Волынский[6].
- Художественный руководитель балета — Народный артист России Юрий Клевцов.
- Главный хормейстер — Наталья Макарова.